# Opp, Amaryllis
Opp Amaryllis! var ett radioprogram i P2 som sändes mellan 1970 och 2003. Formatet påminde om dagens Sommar i P1 med en person som spelar sin favoritmusik och pratar om valfritt ämne mellan styckena. Kända personer som medverkade i Opp Amaryllis! var bland andra journalisten Sigvard Hammar, författaren Olle Hedberg och sångerskan Katarina A. Karlsson. Anledningen till att programmet lades ner efter mer än tre decennier var att antalet lyssnare hade minskat. Programmet ersattes istället av Aurora.